# Châtillon-sur-Thouet
Châtillon-sur-Thouet és un municipi francès situat al departament de Deux-Sèvres i a la regió de la Nova Aquitània. L'any 2007 tenia 2.848 habitants.

## Demografia

### Població
El 2007 la població de fet de Châtillon-sur-Thouet era de 2.848 persones. Hi havia 1.161 famílies de les quals 267 eren unipersonals (97 homes vivint sols i 170 dones vivint soles), 542 parelles sense fills, 299 parelles amb fills i 53 famílies monoparentals amb fills.
La població ha evolucionat segons el següent gràfic:
Habitants censats

### Habitatges
El 2007 hi havia 1.208 habitatges, 1.166 eren l'habitatge principal de la família, 7 eren segones residències i 35 estaven desocupats. 1.193 eren cases i 15 eren apartaments. Dels 1.166 habitatges principals, 914 estaven ocupats pels seus propietaris, 245 estaven llogats i ocupats pels llogaters i 7 estaven cedits a títol gratuït; 1 tenia una cambra, 42 en tenien dues, 147 en tenien tres, 407 en tenien quatre i 569 en tenien cinc o més. 947 habitatges disposaven pel capbaix d'una plaça de pàrquing. A 518 habitatges hi havia un automòbil i a 575 n'hi havia dos o més.

### Piràmide de població
La piràmide de població per edats i sexe el 2009 era:
| Homes | Edats   | Dones |
| ----- | ------- | ----- |
| 4     | 95 o +  | 8     |
| 16    | 90 a 94 | 4     |
| 24    | 85 a 89 | 36    |
| 32    | 80 a 84 | 44    |
| 44    | 75 a 79 | 64    |
| 48    | 70 a 74 | 76    |
| 96    | 65 a 69 | 60    |
| 88    | 60 a 64 | 80    |
| 124   | 55 a 59 | 100   |
| 124   | 50 a 54 | 116   |
| 68    | 45 a 49 | 92    |
| 100   | 40 a 44 | 92    |
| 88    | 35 a 39 | 72    |
| 88    | 30 a 34 | 72    |
| 104   | 25 a 29 | 100   |
| 60    | 20 a 24 | 64    |
| 72    | 15 a 19 | 84    |
| 84    | 10 a 14 | 61    |
| 32    | 5 a 9   | 76    |
| 56    | 0 a 4   | 68    |

## Economia
El 2007 la població en edat de treballar era de 1.598 persones, 1.101 eren actives i 497 eren inactives. De les 1.101 persones actives 1.013 estaven ocupades (495 homes i 518 dones) i 89 estaven aturades (48 homes i 41 dones). De les 497 persones inactives 252 estaven jubilades, 86 estaven estudiant i 159 estaven classificades com a «altres inactius».

### Ingressos
El 2009 a Châtillon-sur-Thouet hi havia 1.198 unitats fiscals que integraven 2.755,5 persones, la mediana anual d'ingressos fiscals per persona era de 16.912 €.

### Activitats econòmiques
Dels 123 establiments que hi havia el 2007, 2 eren d'empreses alimentàries, 5 d'empreses de fabricació de material elèctric, 1 d'una empresa de fabricació d'elements pel transport, 10 d'empreses de fabricació d'altres productes industrials, 24 d'empreses de construcció, 35 d'empreses de comerç i reparació d'automòbils, 4 d'empreses de transport, 2 d'empreses d'hostatgeria i restauració, 1 d'una empresa d'informació i comunicació, 7 d'empreses financeres, 5 d'empreses immobiliàries, 12 d'empreses de serveis, 5 d'entitats de l'administració pública i 10 d'empreses classificades com a «altres activitats de serveis».
Dels 33 establiments de servei als particulars que hi havia el 2009, 6 eren tallers de reparació d'automòbils i de material agrícola, 1 establiment de lloguer de cotxes, 3 paletes, 2 guixaires pintors, 7 fusteries, 4 lampisteries, 3 electricistes, 3 perruqueries, 1 restaurant, 1 agència immobiliària i 2 salons de bellesa.
Dels 5 establiments comercials que hi havia el 2009, 1 era un supermercat, 1 una fleca, 1 una llibreria, 1 una botiga de mobles i 1 una floristeria.
L'any 2000 a Châtillon-sur-Thouet hi havia 27 explotacions agrícoles que ocupaven un total de 676 hectàrees.

## Equipaments sanitaris i escolars
El 2009 hi havia 1 farmàcia i 1 ambulància.
El 2009 hi havia 1 escola maternal i 1 escola elemental.

## Poblacions més properes
El següent diagrama mostra les poblacions més properes.